# 소피아주

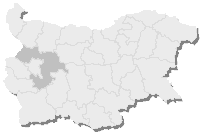
소피아주의 위치

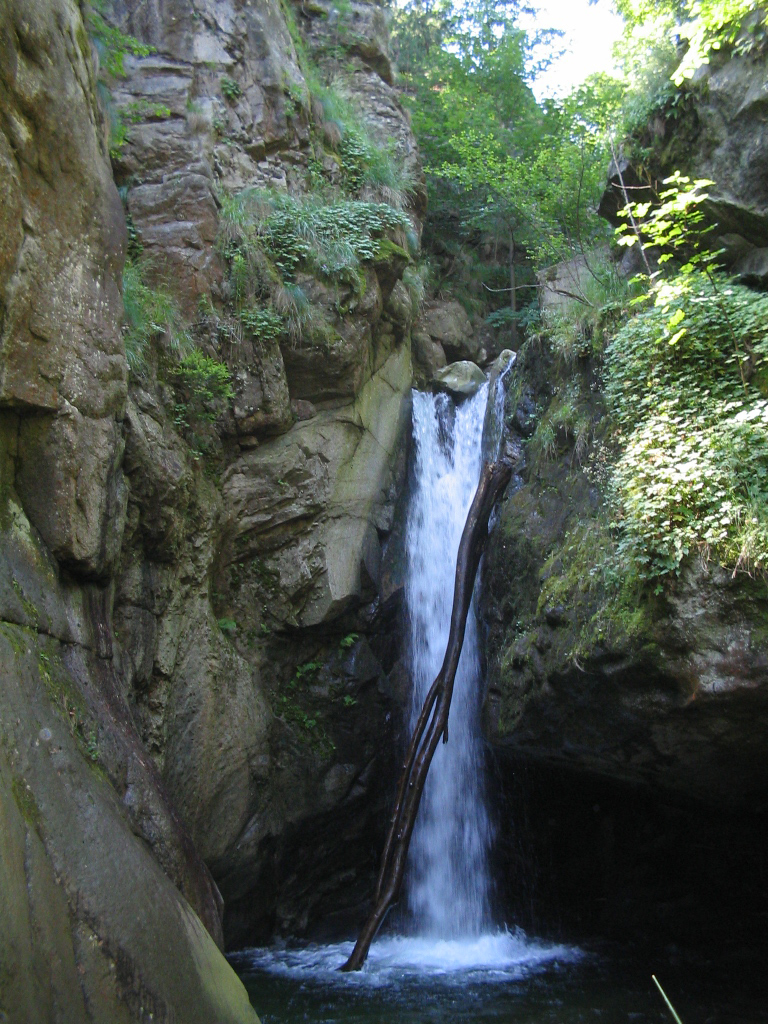
코스테네츠에 있는 폭포

소피아주(불가리아어: Софийска област)는 불가리아 서부에 위치한 주로, 주도는 소피아(불가리아의 수도)이며 면적은 7,059km2, 인구는 262,032명, 인구 밀도는 36명/km2, 자동차 번호는 CO이다. 주도 소피아는 소피아주에 속하지 않으며 소피아시주라는 독립된 행정 구역으로 존재한다. 22개 시를 관할한다.
페르니크주, 큐스텐딜주, 블라고에브그라드주, 파자르지크주, 플로브디프주, 로베치주, 브라차주, 몬타나주, 소피아시주와 접하며 북서쪽으로는 세르비아와 국경을 접한다.

## 인구
| 연도                      | 인구    | ±%    |
| ------------------------- | ------- | ----- |
| 1946                      | 319,045 | —     |
| 1956                      | 313,906 | −1.6% |
| 1965                      | 306,913 | −2.2% |
| 1975                      | 310,975 | +1.3% |
| 1985                      | 305,358 | −1.8% |
| 1992                      | 289,962 | −5.0% |
| 2001                      | 273,240 | −5.8% |
| 2011                      | 247,489 | −9.4% |
| 2021                      | 231,989 | −6.3% |
| 출처: pop-stat.mashke.org |         |       |

## 같이 보기
- 불가리아의 주